# Ninda
Ninda ist eine Ortschaft im Osten Angolas.

## Verwaltung
Ninda ist Sitz einer gleichnamigen Gemeinde (Comuna) im Landkreis (Município) von Bundas, in der Provinz Moxico. Die Gemeinde hat etwa 10.000 Einwohner (Schätzung 2008). Die Volkszählung 2014 soll fortan für gesicherte Bevölkerungszahlen sorgen.